# Thymebatis neotropica
Thymebatis neotropica là một loài tò vò trong họ Ichneumonidae.